# Сборная Йемена по футболу
Сбо́рная Йемена по футбо́лу (араб. منتخب اليمن الوطني لكرة القدم‎) — национальная сборная, представляющая Йемен на международных турнирах и матчах по футболу. Управляющая организация — Йеменская футбольная ассоциация. Правопреемница сборной Северного Йемена (у сборной Южного Йемена нет преемницы). С 1980 года является полноправным членом ФИФА и АФК, также член ФФЗА. Сборная Йемена (как и сборная Северного Йемена) ни разу не участвовала в финальной стадии чемпионатов мира. В квалификации к кубку Азии 2019 года команда смогла занять 2-е место в группе и квалифицироваться на турнир впервые в своей истории.